# Myrtle Smith Livingston
Myrtle Smith Livingston (8 de maio de 1902 - 15 de julho de 1974) foi uma educadora e dramaturga norte-americana. 

## Biografia
Myrtle Athleen Smith nasceu em Holly Grove, Arkansas, em 1902, filha de Isaac Samuel Smith e Lulu C. Hall Smith. Completou o ensino secundário em 1920. Estudou farmácia na Universidade de Howard por dois anos (1920-1922) e qualificou-se como professora no Colorado, a 1924. Em 1940 obteve um mestrado pela Columbia University.

## Carreira
Livingston ensinou educação física na Universidade Lincoln, no Missouri, partir de 1928. Ela criou muitas das oportunidades atléticas disponíveis na escola para mulheres estudantes, incluindo esportes coletivos organizados. Em 1936, ela fundou um programa de dança em Lincoln, o Grupo Orchesis.  Durante a Segunda Guerra Mundial, contribuiu com aulas de primeiros socorros na comunidade. Aposentou-se da Universidade de Lincoln em 1972.
Livingston escreveu For Unborn Children, uma peça curta sobre casamentos de raças mistas e linchamento.  Em 1926, ganhou um prêmio no concurso Spingarn, patrocinado pela revista The Crisis. Foi a primeira peça publicada em The Crisis.
Em 1951, a peça tornou-se a base de uma ópera, The Barrier, de Jan Meyerowitz. "Embora de natureza controversa, a peça apresenta um fórum para discutir uma questão que continua assombrando nossa sociedade", observam os editores de uma recente complicação de dramas afro-americanos. Também escreveu a peça curta, Frances.

## Vida pessoal
Myrtle A. Smith casou-se com William McKinley Livingston, médico, em 1925. Ela morreu em 1974, no Havaí, com 72 anos. Há um Myrtle Smith Livingston Park, com campos de tênis, no campus da Universidade Lincoln.